# Dave Keuning
David Brent Keuning, detto Dave (Pella, 28 marzo 1976), è un chitarrista e musicista statunitense, membro della band The Killers.

## Biografia
Dave è nato a Pella, in Iowa, una cittadina di origini olandesi. Inizia a suonare la chitarra a 14 anni ed entra a fare parte di diversi complessi musicali. Dopo aver finito il college si trasferisce a Las Vegas, dove cerca di formare una band, attraverso annunci su giornali specializzati, mentre lavora in diversi negozi. Incontrerà una ragazza con cui formerà una prima band, che gli darà un figlio. Sempre grazie ad un annuncio su un giornale incontrerà Brandon Flowers.